# Damián Carmona
Damián Carmona är en ort i Mexiko.   Den ligger i kommunen Poanas och delstaten Durango, i den centrala delen av landet, 700 km nordväst om huvudstaden Mexico City. Damián Carmona ligger 1 869 meter över havet och antalet invånare är 567.
Terrängen runt Damián Carmona är en högslätt. Runt Damián Carmona är det ganska glesbefolkat, med 21 invånare per kvadratkilometer. Närmaste större samhälle är San Atenógenes, 12,9 km öster om Damián Carmona. Omgivningarna runt Damián Carmona är i huvudsak ett öppet busklandskap.